# Cem Unal
Cem Unal  (Genk, 3 maart 1996) is een Belgisch voetballer van Turkse afkomst die uitkomt voor KVC Westerlo . Hij speelt als aanvaller.

## Clubcarrière
Unal is begonnen te voetballen bij plaatselijke club CS Mechelen , hij viel op en mocht direct bij de jeugd gaan voetballen van Patro Eisden . In 2012 kiest hij voor MVV Maastricht waar hij meer kans zou maken om in het eerste elftal te geraken.
Hij debuteerde voor MVV Maastricht op 10 augustus 2013 op 17-jarige leeftijd in de Eerste divisie tegen Jong PSV. Hij viel drie minuten voor affluiten in voor Gianluca Maria. MVV won de wedstrijd in eigen huis met 1-0. In de zomer van 2014 tekende hij een contract bij KVC Westerlo.
| Seizoen | Club           | Land       | Competitie     | Wedstrijden | Doelpunten |
| ------- | -------------- | ---------- | -------------- | ----------- | ---------- |
| 2013/14 | MVV Maastricht | Nederland  | Eerste divisie | 1           | 0          |
| 2014/15 | KVC Westerlo   | België     | Eerste klasse  | 0           | 0          |
| Totaal  | Bijgewerkt tot | 19-05-2015 |                | 1           | 0          |